# Le Poislay
Le Poislay település Franciaországban, Loir-et-Cher megyében. Lakosainak száma 198 fő (2022. január 1.). Le Poislay Droué, La Fontenelle, Le Gault-du-Perche és Vald'Yerre községekkel határos.

## Népesség
A település népességének változása:
| Lakosok száma | 305  | 232  | 182  | 211  | 199  | 189  | 181  | 186  | 189  | 198  |
|               | 1968 | 1982 | 1990 | 2006 | 2013 | 2015 | 2017 | 2019 | 2020 | 2022 |